# گیدو اکلین
گیدو اکلین (انگلیسی: Guido Acklin؛ زادهٔ ۲۱ november ۱۹۶۹ (۵۵ سال)) ورزشکار بابسلد اهل سوئیس است.
وی در مسابقات کشوری و بین‌المللی در مجموع برندهٔ ۱ مدال طلا، ۱ مدال نقره، ۱ مدال برنز شده‌است.